# Stuck on Repeat
Stuck on Repeat è un brano musicale di genere elettropop cantato dall'inglese Little Boots e inserito nell'album di debutto Hands.

## Classifiche
| Classifica (2008)                      | Posizione massima |
| -------------------------------------- | ----------------- |
| U.S. Billboard Hot 100 Singles Sales   | 17                |
| U.S. Billboard Hot Dance Singles Sales | 7                 |